# Инквизиция (телесериал)
«Инквизиция» (лат. Inquisitio) — французский исторический восьмисерийный телесериал 2012 года.

## Сюжет
Основное действие сериала происходит в XIV веке, во время Великого западного раскола церкви. Великий инквизитор Барналь со своим учеником прибывает по поручению папы Климента VII в город Карпантра, где совершено сатанинское преступление: найден священник, распятый на кресте перед своей церковью. Инквизитор уверен, что это преступление — лишь первое в череде подобных, и оказывается прав. Под подозрение попадают два еврейских врача, отец и сын из Неаполя, которые проводят эксперименты и исследования, препарируя крыс в надежде понять природу чумы, а так же решаются в нарушение законов провести христианке кесарево сечение.

## В ролях
- Орельен Вик — Николя Тестевиль/Самюэль
- Юбер Сен-Макари (Hubert Saint-Macary) — Давид
- Владислав Галар (Vladislav Galard) — Гильермо Барналь/Гийом Тестевиль
- Аннелиз Эм (Annelise Hesme) — Мадлен
- Квентин Мерабет (Quentin Merabet) — Силас
- Анн Броше (Anne Brochet) — Екатерина Сиенская
- Оливье Рабурден — Раймон де Тюренн
- Михаэль Вандер-Мейрен — антипапа Климент VII
- Филипп Дюкло (Philippe Duclos) — великий раввин
- Анна-Софи Франк (Anne-Sophie Franck) — Элеонора
- Люла Коттон-Фрапье (Lula Cotton-Frapier) — Аврора
- Бастьен Буйон — Пётр Люксембургский

## Список серий
Сезон 1 (2012)
| Номер | Название                                  | Режиссёр   | Дата премьеры     | Зрители (млн) |
| ----- | ----------------------------------------- | ---------- | ----------------- | ------------- |
| 1     | Мужчины De viris                          | Николя Кюш | 4 июля 2012 года  | 4,3           |
| 2     | Наставлять и судить Docendi & iudicandi   | Николя Кюш | 4 июля 2012 года  | 4,3           |
| 3     | Тюремные стены Murus strictus             | Николя Кюш | 11 июля 2012 года | 2,9           |
| 4     | Закон суров, но он закон Dura lex sed lex | Николя Кюш | 11 июля 2012 года | 2,9           |
| 5     | Здесь покоится… Hic Jacet                 | Николя Кюш | 18 июля 2012 года | 2,4           |
| 6     | Народное благоволение Aura popularis      | Николя Кюш | 18 июля 2012 года | 2,4           |
| 7     | Взаимное согласие Consensus omnium        | Николя Кюш | 25 июля 2012 года | 2,4           |
| 8     | Игра окончена Acta est fabula             | Николя Кюш | 25 июля 2012 года | 2,4           |

Уже после выхода первых двух серий сериал подвергся жесткой критике со стороны католической общественности, специалистов-историков и обычных зрителей. Помимо карикатурного показа католического епископата и инквизиции, отобразившего пропагандистские антиклерикальные клише XIX века, наибольшее недовольство вызвал экранный образ святой Екатерины Сиенской, представленной в виде террористки-заговорщицы, пытающейся развязать бактериологическую войну против гражданского населения Авиньона и Карпантра. В результате, количество просмотров к концу показа снизилось более чем на треть. Объяснения постановщика Никола Кюша, заявившего, что он снимал сериал в жанре сайнс-фикшн и игрового кино, а не историческом, не были признаны убедительными. По словам Le Figaro Télé, «исторический роман не должен извращать истину».